# المجلس الأعلى للأمن (الجزائر)
المجلس الأعلى للأمن، هو هيئة استشارية جزائرية. وهي «مسؤولة عن إسداء المشورة لرئيس الجمهورية بشأن جميع المسائل المتعلقة بالأمن القومي»، وفقًا للدستور.
تم تأسيس المجلس الأعلى للأمن بموجب دستور عام 1976 بموجب المادة 125. وقد تم إصدار مراسيم في عام 1980 على أنها طريقة تتألف من رئيس الجمعية الوطنية، ومنسق الحزب (الوحيد في ذلك الوقت)، ورئيس الوزراء، وزير الدفاع الوطني أو ممثله ووزير الخارجية ووزير الداخلية.
تم تعديله في عام 1984 لتغيير تكوينه، يتم استبدال منسق جبهة التحرير الوطني برئيس الأمانة الدائمة للجنة المركزية للحزب نفسه. ويحل وزير الدفاع محل الأمين العام لوزارة الدفاع، وزير العدل، وزير الإعلام، عضو الأمانة الدائمة للجنة المركزية لجبهة التحرير الوطني المكلفة بالعلاقات الخارجية والأمين الدائمين في مجلس الأمن السامي.
تم تعديله مرة أخرى في عام 1989 يلاحظ اختفاء أي إشارة إلى الحزب بعد إدخال السياسة التعددية الحزبية ووزير الإعلام. في حين أصبح رئيس أركان الجيش هو الذي يمثل وزارة الدفاع. وأضيف أيضا وزير الاقتصاد.

## التدخل السياسي للمجلس الأعلى للأمن

### إعلان حالة الحصار عام 1991
بعد اجتماع المجلس الأعلى للأمن في 4 يونيو 1991، أعلن رئيس الجمهورية حالة الحصار.

### 14 يناير 1992
اجتمع المجلس الأعلى للأمن في الفترة من 12 إلى 14 يناير 1992 بعد استقالة الشاذلي بن جديد من رئاسة الجمهورية لتأسيس المجلس الأعلى للدولة. كان في حينها المجلس الأعلى للأمن يتألف من سيد أحمد غزالي رئيس الحكومة ووزير الاقتصاد وخالد نزار وزير الدفاع الوطني والعربي بلخير وزير الداخلية وحمداني بن خليل وزير العدل والأخضر الإبراهيمي وزير الخارجية وعبد المالك القنيزية رئيس أركان الجيش.
في 12 يناير، أدلى المجلس بالبيان التالي:
«في جلسة فورية، وجد المجلس الأعلى للأمن، بعد أن لاحظ حالة الفراغ الدستوري الناجم عن اقتران شغور رئاسة الجمهورية بالاستقالة والمجلس الوطني لنواب الشعب بالحل، استحالة مواصلة العملية الانتخابية وقررت استمرارية الدولة دون توقف» 
في 14 يناير 1992، تم نشر في الجريدة الرسمية إعلانًا بإنشاء المجلس الأعلى للدولة موقع من قبل أعضاء المجلس الأعلى للأمن.

### 9 فبراير 1992
بعد عقد المجلس الأعلى للأمن جلسة في 9 فبراير 1992، أعلن الرئيس محمد بوضياف حالة الطوارئ لمدة اثني عشر (12) شهرًا من 9 فبراير 1992، في جميع أنحاء التراب الوطني.

### 19 ديسمبر 1993
اجتمع المجلس الأعلى للأمن في 19 ديسمبر 1993، ويتألف من رئيس المجلس الأعلى للدولة، علي كافي، ورئيس الوزراء رضا مالك، ووزير الدفاع الوطني، ليامين زروال، ووزير الخارجية، محمد صلاح دمبري، وزير الداخلية سالم السعدي، وزير العدل محمد تيجويا، وزير الاقتصاد مراد بنشنهو ورئيس أركان الجيش محمد العماري.
المجلس أخذ بعين الاعتبار أن المجلس الأعلى للدولة لا يمكن أن يتعدى نهاية الفترة الرئاسية الناتجة عن انتخابات عام 1988 التي تنتهي في 27 ديسمبر 1993، أعلن عن تمديد مهمة المجلس الأعلى للدولة حتى 31 يناير 1994 وأن ولايته ستنتهي عند تسليم اليمين الرئاسية الجديدة الناتجة عن المؤتمر الوطني الذي سيعقد في الفترة من 25 إلى 26 يناير 1994.

### 30 يناير 1994
اجتمع المجلس الأعلى للأمن في 30 يناير 1994، مؤلفًا من رئيس المجلس الأعلى للدولة، علي كافي، ورئيس الوزراء رضا مالك، ووزير الدفاع الوطني، ليامين زروال، ووزير الخارجية، محمد صلاح دمبري، وزير الداخلية سالم السعدي، وزير العدل محمد تيجويا، وزير الاقتصاد مراد بنشنهو ورئيس أركان الجيش محمد العماري.
بعد نشر برنامج الإجماع الوطني حول الفترة الانتقالية، وخاصة المادة 6، التي تنص على أن رئاسة الدولة مضمونة من قبل رئيس الدولة المعين من قبل المجلس الأعلى للأمن  ، أعلن هذا الأخير أن اليامين زروال قد تم تعيينه رئيسًا للدولة.

### 31 يناير 2011
اجتمع المجلس الأعلى للأمن في 31 يناير 2011 لأول مرة منذ انضمام عبد العزيز بوتفليقة إلى الرئاسة. وزير الدفاع الوطني عبد المالك القنيزية، ورئيس الوزراء أحمد أويحيى، ووزير الخارجية مراد مدلسي، ووزير الداخلية دحو ولد قابلية، ووزير العدل الطيب بلعيز، ونائب وزير الدفاع قائد أركان الجيش الشعبي الوطني أحمد قائد صالح.
في أعقاب الانتفاضة في تونس والإطاحة ببن علي، بدأت المظاهرات في الجزائر العاصمة من 12 يناير 2011. بعد ثلاثة أسابيع من اجتماع المجلس الأعلى للأمن، تم رفع حالة الطوارئ المقدمة في 29 فبراير 1992. رسميا في 24 فبراير 2011 بعد ما يقرب من 19 عاما.

### 26ديسمبر2019
اجتمع المجلس الأعلى للأمن في 26 ديسمبر 2019 لأول مرة في عهد رئيس الجمهورية السيد عبد المجيد تبون القائد الأعلى للقوات المسلحة وزير الدفاع الوطني تألف المجلس من رئيس أركان الجيش الوطني الشعبي بالنيابة اللواء السعيد شنقريحة والوزير الأول عبد العزيز جراد ووزير الخارجية صابري بوقادوم وزير الداخلية كمال بلجود وزير العدل بلقاسم زغماتي المدير العام للأمن الوطني خليفة يونسي وقائد الدرك الوطني

### 23مارس2020
ترأس رئيس الجمهورية، عبد المجيد تبون القائد الأعلى للقوات المسلحة وزير الدفاع الوطني بمقر رئاسة الجمهورية، اجتماعا للمجلس الأعلى للأمن خصص لدراسة ومتابعة تطور وباء فيروس كورونا في البلاد.